# Prelatura territoriale di Deán Funes
La prelatura territoriale di Deán Funes (in latino Praelatura Territorialis Funesiopolitana) è una sede della Chiesa cattolica in Argentina suffraganea dell'arcidiocesi di Córdoba. Nel 2021 contava 66.310 battezzati su 68.100 abitanti. È retta dal vescovo Enrique Eguía Seguí.

## Territorio
La prelatura territoriale comprende quattro dipartimenti della provincia di Córdoba in Argentina: Ischilín, Río Seco, Sobremonte e Tulumba.
Sede prelatizia è la città di Deán Funes, dove si trova la cattedrale di Nostra Signora del Carmine.
Il territorio si estende su 28.700 km² ed è suddiviso in 8 parrocchie.

## Storia
La prelatura territoriale è stata eretta il 25 gennaio 1980 con la bolla Cum Episcopus di papa Giovanni Paolo II, ricavandone il territorio dalla diocesi di Cruz del Eje.
Il 3 febbraio 1982, con la lettera apostolica Cultum Sanctorum, lo stesso papa Giovanni Paolo II ha confermato la Beata Maria Vergine della Mercede patrona principale della prelatura, e San Francesco Solano patrono secondario.

## Cronotassi dei vescovi
Si omettono i periodi di sede vacante non superiori ai 2 anni o non storicamente accertati.
- Ramón Iribarne Arámburu, O. de M. † (25 gennaio 1980 - 2 luglio 1980 deceduto)
- Lucas Luis Dónnelly Carey, O. de M. † (30 dicembre 1980 - 18 gennaio 2000 ritirato)
- Aurelio José Kühn Hergenreder, O.F.M. (18 gennaio 2000 - 21 dicembre 2013 ritirato)
- Gustavo Gabriel Zurbriggen (21 dicembre 2013 succeduto - 21 giugno 2023 nominato vescovo di Concordia)
- Enrique Eguía Seguí, dal 28 ottobre 2023

## Statistiche
La prelatura territoriale nel 2021 su una popolazione di 68.100 persone contava 66.310 battezzati, corrispondenti al 97,4% del totale.
| anno | popolazione | popolazione | popolazione | presbiteri | presbiteri | presbiteri | presbiteri                | diaconi | religiosi | religiosi | parrocchie |
| anno | battezzati  | totale      | %           | numero     | secolari   | regolari   | battezzati per presbitero | diaconi | uomini    | donne     | parrocchie |
| ---- | ----------- | ----------- | ----------- | ---------- | ---------- | ---------- | ------------------------- | ------- | --------- | --------- | ---------- |
| 1980 | ?           | 53.770      | ?           | 5          |            | 5          | ?                         |         |           |           | 5          |
| 1990 | 51.000      | 54.200      | 94,1        | 9          | 5          | 4          | 5.666                     |         | 4         | 8         | 7          |
| 1999 | 45.000      | 54.700      | 82,3        | 10         | 8          | 2          | 4.500                     |         | 2         | 6         | 8          |
| 2000 | 51.500      | 54.700      | 94,1        | 10         | 8          | 2          | 5.150                     | 1       | 4         | 6         | 8          |
| 2001 | 54.613      | 57.813      | 94,5        | 10         | 8          | 2          | 5.461                     | 1       | 4         | 6         | 8          |
| 2002 | 54.613      | 57.813      | 94,5        | 12         | 10         | 2          | 4.551                     |         | 4         | 7         | 8          |
| 2003 | 54.613      | 57.813      | 94,5        | 14         | 12         | 2          | 3.900                     |         | 4         | 7         | 8          |
| 2004 | 53.534      | 59.482      | 90,0        | 13         | 11         | 2          | 4.118                     |         | 3         | 6         | 8          |
| 2013 | 59.428      | 61.995      | 95,9        | 16         | 11         | 5          | 3.714                     | 1       | 10        | 6         | 8          |
| 2016 | 62.314      | 64.185      | 97,1        | 15         | 10         | 5          | 4.154                     | 1       | 11        | 7         | 8          |
| 2019 | 65.692      | 66.840      | 98,3        | 15         | 10         | 5          | 4.379                     |         | 11        | 6         | 8          |
| 2021 | 66.310      | 68.100      | 97,4        | 9          | 9          |            | 7.367                     |         | 6         | 6         | 9          |
| 2023 | 66.474      | 65.250      | 101,9       | 9          | 9          |            | 7.386                     |         | 6         | 5         | 8          |